# Villa del Balbianello
La Villa del Balbianello è un edificio storico che sorge a Lenno, sulla sponda occidentale del lago di Como. La villa è collocata sulla punta della penisola di Lavedo, un promontorio boscoso che si spinge nello specchio d'acqua lariano e che proprio dall'edificio ha preso il nome di "Balbianello". Il toponimo (talvolta riportato nella forma di "Balbianino") è un vezzeggiativo di "Balbiano", nome di una villa sita in località Campo.
Il complesso è di proprietà del FAI - Fondo per l'Ambiente Italiano.

## Storia

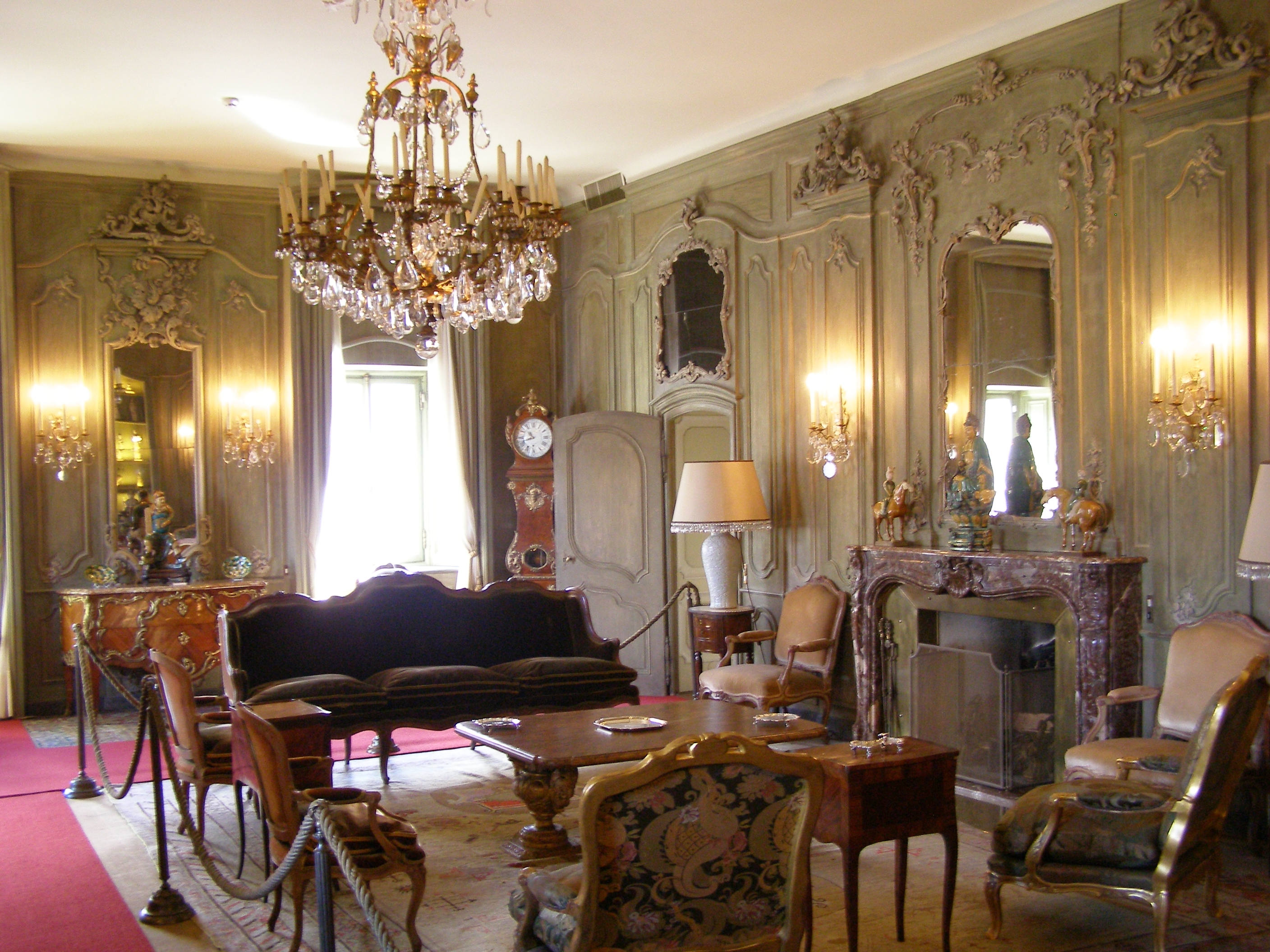
Uno degli ambienti interni

### Le origini
La villa venne costruita nel 1787 su un preesistente monastero francescano dal cardinale Angelo Maria Durini, che dalla famiglia Giovio aveva ottenuto anche la vicina villa del Balbiano. Al cardinale, che nei periodi estivi e autunnali era solito ospitare presso la villa raduni di intellettuali (tra i quali Giuseppe Parini), si deve la realizzazione della Loggia settecentesca e dei due padiglioni da questa collegati.
Alla morte del Durini, nel 1796 la villa passò dapprima a Giuseppe Sepolina, che la ribattezzò secondo il proprio cognome. Successivamente, il complesso finì nelle mani di Luigi Porro Lambertenghi (nipote del Durini e uno dei protagonisti del Risorgimento italiano), che presso la villa ospitò - tra gli altri - Silvio Pellico, assunto come precettore dei propri figli. La gestione Porro Lambertenghi comportò un restauro della chiesa di San Giovanni e dell'ex monastero, oltre alla realizzazione di opere finalizzate a collegare internamente tutti i corpi di fabbrica compresi tra il loggiato e la darsena.

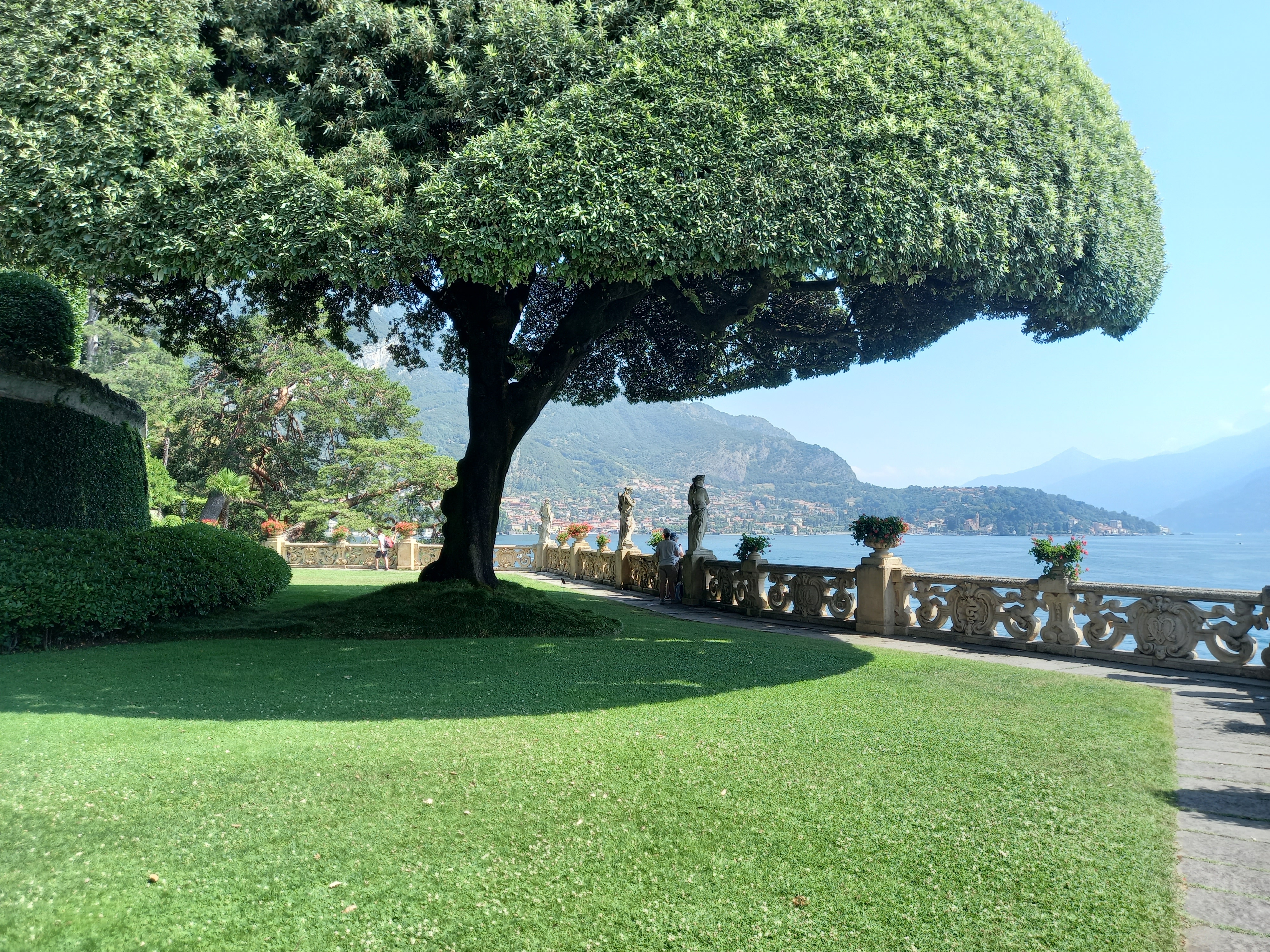
Vista della terrazza del parco

In seguito la proprietà venne acquistata da Giuseppe Arconati Visconti e sua moglie Costanza Trotti Bentivoglio che, fra gli altri, ospitò nel suo salotto Giovanni Berchet, Giuseppe Giusti e Alessandro Manzoni. Il figlio di Giuseppe, Gian Martino Arconati Visconti, fece apportare miglioramenti al giardino e alla loggia, ma al graduale declino del casato corrispose un progressivo abbandono della villa, che per più di trent'anni fu lasciata a sé stessa. Il degrado fu la causa di una piccola torre-faro, dotata di orologio e campane, installata dagli Arconati Visconti all'ingresso del porto.

### Gli anni del dopoguerra e la rinascita
L'edificio cadde in stato di abbandono finché Marie Peyrat (moglie di Gian Martino), al termine della Prima Guerra Mondiale, vendette la Villa al generale statunitense Butler Ames, il quale ne rinnovò il giardino.
Nel 1974 la proprietà venne acquisita dall'imprenditore ed esploratore milanese Guido Monzino, erede della famiglia fondatrice della Standa. Il Monzino, che ambiva a fare della villa un polo d'interesse nazionale per le ricerche geografiche, arredò l'edificio con cimeli provenienti dalle sue spedizioni. Monzino morì senza eredi nel 1988, lasciando la villa (insieme a gran parte del Dosso di Lavedo) al FAI - Fondo per l'Ambiente Italiano e dando istruzioni affinché le sue ceneri fossero riposte tra le rocce dell’antica ghiacciaia del parco.
Da allora, la Fondazione apre quotidianamente al pubblico le porte della villa, sottoponendo edifici, arredi e opere d’arte a costanti e accurate attività di manutenzione, restauro e valorizzazione.

### Nella cultura di massa
A partire dagli anni 90 del XX secolo, Villa del Balbianello è stata ripetutamente richiesta come location cinematografica. Nelle sue sale e giardini sono state girate varie pellicole internazionali, tra cui Un mese al lago di John Irvin (1995), Star Wars: Episodio II - L'attacco dei cloni di George Lucas (2002) e Casino Royale di Martin Campbell (2006).

## Descrizione

### Il giardino e la vegetazione
Villa del Balbianello è circondata da un ampio giardino, la cui realizzazione fu particolarmente impegnativa a causa della conformazione dell'area, caratterizzata da un promontorio roccioso e scosceso con pochissima terra di coltivo. Ancora oggi il verde della Villa segue un ideale percorso ascensionale: dal molo, con i grandi platani potati a candelabro, fino all’ampia balconata, delimitata da più basse siepi di lauro e bosso.
Il particolare microclima del promontorio ha inoltre permesso la convivenza di specie botaniche diverse all’interno dello stesso ambiente: flora alpina nella parte nord e vegetazione mediterranea sul versante opposto, più soleggiato. Peculiare è la potatura “a ombrello” del grande leccio che domina il giardino: fu voluta da Guido Monzino per ammirare la vetta del Monte Legnone dalla finestra del suo ufficio; questo tipo di taglio è tuttora rispettato dai giardinieri della Villa, che lo realizzano con imbracature da alpinismo.

### La Loggia
La Loggia voluta dal cardinal Durini è la vera invenzione architettonica di Villa del Balbianello. Sorretta da arcate e colonne rivestite di Ficus repens, e coronata dallo stemma degli Arconati Visconti, essa offre una duplice vista sul lago: da una parte la Tremezzina, dall’altro il bacino dell’isola Comacina.

### Le Sale e gli arredi
La particolare posizione della villa, addossata al promontorio di Lavedo, obbliga a un percorso discendente attraverso i cinque piani della casa.

#### I mobili e gli oggetti d'arte
Le uniche tracce del passato ottocentesco della Villa sono gli stipiti marmorei delle porte e le elaborate maniglie delle finestre. Le sale, infatti, sono profondamente caratterizzate dall’impronta conferita negli anni settanta del Novecento da Guido Monzino, che decise di arredare la sua Villa con un folto nucleo di arredi francesi del Settecento.
Ai mobili eleganti e preziosi, si aggiungono altri oggetti di arte extraeuropea (di origine africana, precolombiana, egizia, arcadica e inuit), oltre alle collezioni di stampe con vedute del Lago di Como, di importanti dipinti su vetro del XVIII secolo e di ceramiche cinesi, in gran parte di dinastia Tang (618-907) e dinastia Qing, periodo Chien Lung (1736-1795).

#### La Sala della musica e la Biblioteca
La Loggia è fiancheggiata da due ambienti: una Sala della musica – trasformata da Guido Monzino in uno spazio di raccolta per l’apparato cartografico delle sue spedizioni – e una Biblioteca, che oggi conserva l’importante fondo librario di soggetto alpinistico e geografico di Monzino stesso.
In Biblioteca è conservato un prezioso tappeto di manifattura Agra (India Settentrionale) del XIX secolo, decorato con motivi a palmette stilizzate e foglie dentate.

#### Lo studio
Al piano di accesso, si incontra lo Studio di Guido Monzino arredato con mobili francesi in stile Luigi XV, dove si distinguono il tappeto Agra della fine del XIX secolo, alcuni frammenti di roccia portati dalla vetta dell’Everest dalle guide Mirko Minuzzo e Lhakpa Tenzing, a coronamento della spedizione organizzata dall’esploratore milanese nel 1973.

#### Il Museo delle Spedizioni
Nel sottotetto, Monzino volle allestire il proprio personale Museo delle Spedizioni, costituito da bandiere, foto, reperti e riconoscimenti che contribuirono negli anni a tracciare la storia delle sue celebri imprese. I pezzi del Museo provengono dai popoli più diversi: dai Masai ai giapponesi, dai berberi ai tibetani.
Di grande rilievo è la sezione composta da circa 300 statuette ricevute in dono dagli amici del popolo artico, la più grande collezione di avori Inuit oggi fuori dalla Groenlandia.
Tra le molte imprese di Monzino, spicca la spedizione del 1971 al Polo Nord, condotta con trenta guide Inuit e trecento cani polari che trainavano venticinque slitte ancora realizzate in legno di hickory e legacci di cuoio, come l’esemplare personale di Monzino collocato al centro della sala.

#### Le sale ai piani inferiori
Ai piani inferiori, il Salotto verde e la sala detta del “Fumoir” sono rivestiti da boiserie settecentesche provenienti da castelli francesi, mentre in Sala da pranzo prevalgono arredi inglesi e raccolte di ceramiche e gli argenti, sempre risalenti al XVIII secolo, oltre al gruppo di arazzi di Beauvais (XVII-XVIII secolo).
Scendendo ulteriormente si giunge al piccolo Appartamento degli ospiti, già dedicato alla madre del proprietario, Matilde Monzino Alì, nobildonna di origini messinesi.